# 北川 (五ヶ瀬川水系)
北川（きたがわ）は、大分県佐伯市及び宮崎県延岡市を流れる五ヶ瀬川水系最大の支流である。

## 地理
大分・宮崎県境付近にある祖母傾山系に源を発し、大分県佐伯市宇目町を南に流れ北川ダムに注ぐ。宮崎県延岡市北川町に入り、さらに南に流れ、河口付近で五ヶ瀬川に合流。五ヶ瀬川及び祝子川と三角州性の平野を形成した上、日向灘へと注ぐ。上流部は田代川と呼ばれる。一級河川の上流端は、大分県佐伯市宇目大字小野市の集口・坂口。

## 災害
1997年（平成9年）9月16日、台風19号によってもたらされた大雨は、場所によっては700mmを記録し、下流部では当時の治水の限界4,000m3/sを超える5,000m3/sが流れ込んだ。このため下流部の住宅地域に氾濫を起こし、五ヶ瀬川流域全体で浸水家屋数約3,000戸、死者1名の惨事となった。これにより国は、整備計画を見直し、河川激甚災害対策特別緊急事業として、1997年（平成9年）から2001年度（平成13年度）までの5ヵ年で総事業費119億円をかけて、下流部の住宅密集地域に対して堤防を構築し、水門を設置した。
- 築堤 - 総延長6,800m（左岸3,100m、右岸3,700m）
- 掘削 - 60,000m3
- 水門 - 4ヶ所（大武川水門、友内川水門、追内川水門、寺島水門）

## 支流
下流より記載
- 大武川
- 友内川
- 追内川
- 杭が内谷川
- 友内川（分流）
- 大峡谷川
- 家田川
- 川坂川
- 大内谷川
- 小川
- 木口谷川
- 仁田ノ内川
- 桑原川
- 中岳川
- 市園川
- 田原川
- 河尻川
- 黒原川
- 中山川
- 釘戸川
- 中ノ内川

## 河川施設
- 北川ダム - 大分県佐伯市宇目南田原地区